# コミュニケーション
コミュニケーション（英: Communication）とは一般的に情報の伝達として定義される。その厳密な定義については議論が分かれており、意図しない、あるいは失敗した伝達が含まれるかどうか、またコミュニケーションが意味を伝達するだけでなく、それを創造するかどうかについて意見の相違がある。コミュニケーションモデルは、その主要な構成要素とそれらの相互作用を簡略化して概観したものである。多くのモデルには、情報源が符号化システムを使用してメッセージの形で情報を表現するという考え方が含まれる。メッセージは伝送路を通じて受信者に送られ、受信者はそれを理解するために解読しなければならない。コミュニケーションを研究する主要な分野はコミュニケーション学と呼ばれる。
コミュニケーションを分類する一般的な方法として、人間同士、他の種の構成員間、またはコンピュータのような非生物実体間での情報交換という観点がある。人間のコミュニケーションにおいて、中心的な対比は言語的コミュニケーションと非言語コミュニケーションの間にある。言語的コミュニケーションには、話し言葉や書き言葉、そして手話を含む言語形式でのメッセージ交換が含まれる。非言語コミュニケーションは言語システムを使用せず、ボディーランゲージ、触覚、表情などを用いて行われる。他の区別として、異なる人々の間で行われる対人コミュニケーションと、自分自身との内的コミュニケーションがある。コミュニケーション能力とは、効果的にコミュニケーションを行う能力であり、メッセージを形成し理解する技能に適用される。
非人間的形態のコミュニケーションには、動物のコミュニケーションや植物のコミュニケーションがある。この分野の研究者は、観察可能な反応が存在し、参加者が交換から利益を得るという基準を含めることで、コミュニケーション行動の定義を洗練させることが多い。動物のコミュニケーションは、求愛行動や交尾、親子関係、移動、自己防衛などの領域で使用される。化学物質を通じたコミュニケーションは、比較的移動性の低い植物にとって特に重要である。例えば、カエデの木は草食動物の攻撃を他の植物に警告するため、いわゆる揮発性有機化合物を空気中に放出する。ほとんどのコミュニケーションは同じ種の構成員間で行われる。これは通常、その目的が何らかの協力形態であり、異なる種の間ではそれほど一般的ではないためである。種間コミュニケーションは主に共生関係の場合に発生する。例えば、多くの花は対称的な形状と特徴的な色を使用して、蜜の場所を昆虫に示す。人間はペットや使役動物と関わる際に種間コミュニケーションを行う。
人間のコミュニケーションには長い歴史があり、人々が情報を交換する方法は時代とともに変化してきた。これらの変化は通常、新しいコミュニケーション技術の発展によって引き起こされた。例として、文字システムの発明、大量印刷の発展、ラジオとテレビの使用、そしてインターネットの発明などがある。技術の進歩は、コンピュータ間のデータ交換のような新しいコミュニケーション形態ももたらした。

## 定義
「コミュニケーション」という言葉は、ラテン語の動詞communicareに由来し、これは「共有する」または「共通にする」という意味である。コミュニケーションは通常、情報の伝達として理解される。メッセージは、音声、文字記号、身体の動き、または電気などの媒体を使用して、送信者から受信者に伝えられる。送信者と受信者は多くの場合、異なる個人であるが、個人が自分自身とコミュニケーションを取ることも可能である。場合によっては、送信者と受信者は組織、社会階級、国家といった集団である。別の意味では、「コミュニケーション」という用語は、伝達されるメッセージまたはコミュニケーション現象を研究する分野を指す。
コミュニケーションの正確な特徴付けについては議論がある。多くの学者は、単一の定義でこの用語を正確に捉えることができるかどうかについて疑問を投げかけている。これらの困難は、この用語が異なる文脈で多様な現象に適用され、しばしばわずかに異なる意味で使用されるという事実に由来する。正しい定義の問題は、研究プロセスの多くのレベルに影響を与える。これには、どの経験的証拠が観察されるか、それらがどのように分類されるか、どのような仮説や法則が定式化されるか、そしてこれらのステップに基づいてどのように体系的な理論が構築されるかといった問題が含まれる。
一部の定義は広範で、無意識的および非人間的行動を包含する。広義の定義では、多くの動物が自身の種の中でコミュニケーションを行い、花は色や形を通じて蜜の場所を蜂に示すことでコミュニケーションを行う。他の定義では、コミュニケーションを人間同士の意識的な相互作用に限定する。一部のアプローチは記号や符号の使用に焦点を当てる一方、他のアプローチは理解、相互作用、力、またはアイデアの伝達の役割を強調する。様々な特徴付けは、メッセージを送信する伝達者の意図を中心的な要素として捉える。この見方では、情報の伝達が意図せずに行われる場合、それはコミュニケーションとしては不十分である。この見方の一つの版は哲学者ポール・グライスによって示され、コミュニケーションを伝達者の意図を受信者に認識させることを目的とした行為として同定している。この点に関する一つの疑問は、情報の成功した伝達のみをコミュニケーションとみなすべきかどうかということである。例えば、歪みが干渉して、元々意図されていたメッセージから実際のメッセージを変更することがある。これに密接に関連する問題は、意図的な欺騙行為がコミュニケーションを構成するかどうかという点である。
文芸評論家アイヴァー・リチャーズによる広義の定義によれば、コミュニケーションは一つの心が自身の経験を別の心に伝達するために環境に働きかけるときに生じる。別の解釈は、コミュニケーション理論家のクロード・シャノンとウォーレン・ウィーバーによって示され、彼らはコミュニケーションを情報源、メッセージ、エンコーダー、チャネル、デコーダー、受信者といういくつかの構成要素の相互作用によってもたらされる情報の伝達として特徴付けている。伝達的見方は、取引的および構成的見方によって否定される。これらの見方は、コミュニケーションは情報の伝達だけでなく、意味の創造にも関わるとする。取引的および構成的視点は、コミュニケーションが世界を概念化し、環境と自己を理解することによって参加者の経験を形作ると主張する。動物や植物のコミュニケーションを研究する研究者は、意味の創造にはあまり焦点を当てない。その代わり、彼らはしばしばコミュニケーション行動を、生存と繁殖に有益な役割を果たす、あるいは観察可能な反応があるといった他の特徴を持つものとして定義する。

## コミュニケーションモデル
コミュニケーションモデルは、コミュニケーションプロセスの概念的表現である。その目的は、主要な構成要素を簡略化して概観することにある。これにより、研究者は仮説を定式化し、コミュニケーション関連の概念を実世界のケースに適用し、予想を検証することが容易になる。簡略化された表現のため、コミュニケーションの本質的な側面を包括的に理解するために必要な概念的複雑さが欠けている可能性がある。これらは通常、基本的な構成要素とその相互作用を示すダイアグラムの形で視覚的に表現される。
コミュニケーションモデルは、その意図された適用と、コミュニケーションをどのように概念化するかに基づいて分類されることが多い。一部のモデルは、あらゆる形態のコミュニケーションを対象とする一般的なものである。専門的なモデルは、マスコミュニケーションのモデルなど、特定の形態を記述することを目的としている。
コミュニケーションを分類する影響力のある方法の一つは、線形伝達モデル、相互作用モデル、取引モデルを区別することである。線形伝達モデルは、送信者が受信者に情報を伝達する方法に焦点を当てる。これらは情報の流れが単一の方向にのみ進むため「線形」と呼ばれる。この見方はフィードバックループを含む相互作用モデルによって否定される。フィードバックは、聞き手が話し手に意見を述べたり、説明を求めたりする会話のような多くのコミュニケーション形態を説明するために必要である。相互作用モデルは、コミュニケーターが交互にメッセージを送受信する双方向コミュニケーションの形態としてプロセスを表現する。取引モデルは、同時に送信と応答の表現を可能にすることでこの図をさらに洗練させる。この修正は、対面会話において、一方が話している間に聞き手がフィードバックを与える方法を説明するために必要である。例として、姿勢や表情を通じた非言語的フィードバックがある。取引モデルはまた、意味はコミュニケーション中に生成され、それとは独立して存在しないと主張する。

ラスウェルのコミュニケーションモデル。5つの基本要素に対応する5つの質問に基づいている

20世紀半ばに開発された初期のモデルはすべて線形伝達モデルである。例えば、ラスウェルのモデルは、「誰が？」「何を言うか？」「どのチャネルで？」「誰に？」「どのような効果で？」という5つの基本的な質問に基づいている。これらの質問の目的は、コミュニケーションプロセスに関与する基本的な構成要素を特定することにある：送信者、メッセージ、伝送路、受信者、効果である。ラスウェルのモデルは当初、マスコミュニケーションのモデルとしてのみ考案されたが、他の分野にも適用されている。リチャード・ブラッドックのような一部のコミュニケーション理論家は、「どのような状況で？」「どのような目的で？」といった追加の質問を含めることでこれを拡張している。
シャノン・ウィーバーモデルは、もう1つの影響力のある直線的伝送モデルである。これは、送信源がメッセージを作成し、それが送信機によって信号に変換されるという考えに基づいている。雑音が信号を妨害し歪める可能性がある。信号が受信機に到達すると、それは再びメッセージに変換され、目的地で利用可能となる。固定電話の通話の場合、発信者が送信源であり、その電話機が送信機となる。送信機はメッセージを電気信号に変換し、その信号は通信路として機能する電線を通って伝わる。通話を受ける人が目的地であり、その電話機が受信機となる。シャノン・ウィーバーモデルには、雑音が信号をどのように歪めるか、また雑音があってもいかに効果的な通信が達成できるかについての詳細な議論が含まれている。これは、メッセージを部分的に冗長にすることで、復号が依然として可能となることによって実現される。その他の影響力のある直線的伝送モデルには、ガーブナーのモデルとバーロのモデルがある。

シャノン・ウィーバーのコミュニケーションモデルは、メッセージがどのように信号に変換され、その後再びメッセージに戻されるかに焦点を当てている

シュラムのコミュニケーションモデルは、符号と復号のプロセス、およびフィードバックに焦点を当てている

最も初期の相互作用モデルは、コミュニケーション理論家のウィルバー・シュラムによって開発された。彼は、コミュニケーションは送信源がアイデアを持ち、それをメッセージの形で表現することから始まると述べている。このプロセスは「符号化」と呼ばれ、コード、すなわち視覚的または聴覚的な記号などを通じてアイデアを表現できる記号システムを使用して行われる。メッセージは目的地に送られ、目的地はそれを復号し解釈して理解する必要がある。応答として、彼らは自身のアイデアを形成し、それをメッセージに符号し、フィードバックとして送り返す。シュラムのモデルのもう1つの革新は、メッセージの符号と復号には過去の経験が必要であるということである。コミュニケーションが成功するためには、送信源と目的地の経験領域が重なり合う必要がある。
最初の取引モデルは、1970年にコミュニケーション理論家のディーン・バーンランドによって提案された。彼はコミュニケーションを「メッセージの生成ではなく、意味の生成」として理解している。その目的は不確実性を減少させ、共有された理解に到達することである。これは外部および内部の手がかりに対する応答として起こる。復号化はそれらに意味を付与するプロセスであり、符号化は応答として新しい行動的手がかりを生成することから成る。

## 人間
人間のコミュニケーションには多くの形態がある。言語を使用するか否かという、言語的コミュニケーションと非言語的コミュニケーションの対比のような中心的な区別がある。さらなる区別は、他者とコミュニケーションを取るか自己とコミュニケーションを取るかという、対人的および個人内コミュニケーションの対比に関係する。人間のコミュニケーションの形態は、メッセージを伝達するために使用されるチャネルまたは媒体によっても分類される。人間のコミュニケーションを研究する分野は人類記号論として知られている。

### 言語的
言語的コミュニケーションは言語学的形式、すなわち言語による メッセージの交換である。日常的な用法では、言語的コミュニケーションは時として口頭コミュニケーションに限定され、書き言葉や手話を除外することがある。しかし、学術的な議論では、この用語は通常より広い意味で使用され、音声、書き言葉、またはジェスチャーを通じたあらゆる形態の言語的コミュニケーションを包含する。言語的コミュニケーションと非言語的コミュニケーションを区別する際の課題の一部は、「言語」が正確に何を意味するかを定義することの困難さに由来する。言語は通常、コミュニケーションのために使用される記号と規則の慣習的なシステムとして理解される。そのようなシステムは、より複雑な概念を表現するために組み合わせることができる単純な意味単位
人間の言語の特徴の一つは、動物のコミュニケーションとは対照的に、その複雑さと表現力にある。人間の言語は、具体物だけでなく、空間的・時間的に離れた物事や抽象的概念を指し示すことができる。人間には幼児期に母語を習得する自然な傾向がある。また、後年第二言語として他の言語を学ぶこともできる。しかし、この過程はより直感的でなく、多くの場合、同じレベルの言語能力には至らない。言語を研究する学問分野は言語学と呼ばれる。その下位分野には、意味論（意味の研究）、形態論（語形成の研究）、統語論（文構造の研究）、語用論（言語使用の研究）、音声学（基本的な音の研究）が含まれる。
言語間の主要な対比の一つは、自然言語と人工的または構築された言語の間にある。英語、スペイン語、日本語のような自然言語は、歴史の過程で自然に、そしてほとんどの場合計画されることなく発展してきた。エスペラント、クウェンヤ、C++、一階述語論理の言語のような人工言語は、最初から意図的に設計されている。日常的な言語コミュニケーションのほとんどは自然言語を使用して行われる。言語コミュニケーションの中心的な形式は、聞くことと読むことに対応する発話と書き方である。話し言葉は音を使用して記号を生成し意味を伝達するが、書き言葉では、記号は物理的に表面に刻まれる。手話、例えばアメリカ手話やニカラグア手話は、言語コミュニケーションの別の形式である。これらは視覚的な手段、主に手や腕のジェスチャーを使用して、文を形成し意味を伝える。
言語コミュニケーションは様々な機能を果たす。主要な機能の一つは情報交換であり、これは話者が聴衆に何かを、通常は外部の出来事を認識させようとする試みである。しかし、言語は話者の感情や態度を表現するためにも使用される。密接に関連する役割として、他者との社会的関係を確立し維持することがある。言語コミュニケーションは、他者との行動を調整し影響を与えるためにも利用される。場合によっては、言語は外部の目的のためではなく、娯楽や個人的な楽しみのためだけに使用される。さらに、言語コミュニケーションは個人が周囲の世界と自身を概念化するのを助ける。これは、外部の出来事の認識がどのように解釈されるか、物事がどのように分類されるか、そしてアイデアがどのように組織化され相互に関連付けられるかに影響を与える。

### 非言語的コミュニケーション

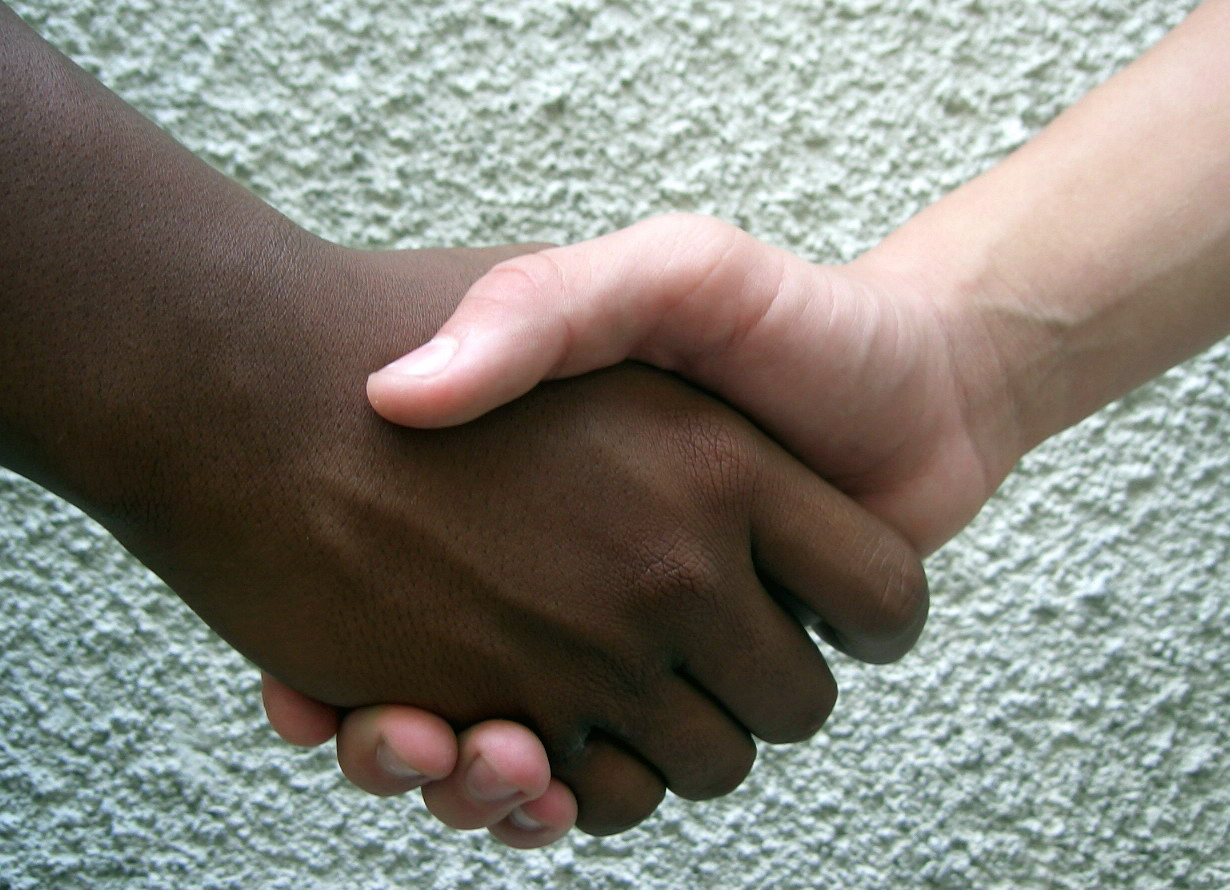
握手は非言語コミュニケーションの一形態である。

非言語コミュニケーションは、表情、ジェスチャー、姿勢などの非言語的な方法による情報交換である。しかし、すべての非言語的行動が非言語コミュニケーションを構成するわけではない。ジュディー・バーグーンのような一部の理論家は、非言語的行動の意味を解釈するために使用される社会的に共有された符号化システムの存在に依存すると主張している。非言語コミュニケーションには多くの機能がある。それは感情、態度、性格、対人関係、個人的思考に関する情報を頻繁に含んでいる。
非言語コミュニケーションは、汗をかくことや赤面するなど、意図せずに無意識に行われることが多いが、握手や親指を立てるといった意識的で意図的な形態もある。それは多くの場合、言語コミュニケーションと同時に行われ、強調や説明、あるいは追加情報を提供することによって交換を最適化するのに役立つ。非言語的手がかりは、言語メッセージの背後にある意図を明確にすることができる。このように複数の様式のコミュニケーションを使用することは、各様式のメッセージが一貫している場合、通常コミュニケーションをより効果的にする。しかし、場合によっては異なる様式が矛盾するメッセージを含むことがある。例えば、ある人が言葉で声明に同意しながら、唇を押し付けることで非言語的に不同意を示すことがある。
非言語コミュニケーションには多くの形態がある。それらには動作学、近接学、触覚学、パラ言語、時間学、および外見が含まれる。動作学は情報伝達における身体行動の役割を研究する。これは一般的にボディーランゲージと呼ばれるが、厳密に言えば言語ではなく非言語コミュニケーションである。それにはジェスチャー、姿勢、歩き方、ダンスなど多くの形態が含まれる。笑うこと、微笑むこと、しかめっ面をすることなどの表情は、すべて動作学に属し、表現力豊かで柔軟なコミュニケーションの形態である。眼球動作学は目に関する動作学の別のサブカテゴリーである。それはアイコンタクト、視線、まばたきの頻度、瞳孔の拡張がどのようにコミュニケーションの一部を形成するかという問題を扱う。まばたきのような生まれつきで不随意な動作学のパターンもあれば、軍隊式の敬礼のような学習され随意的なものもある。
近接学は、コミュニケーションにおける個人空間の使用方法を研究する。話者間の距離は、互いの親密度や親密さ、および社会的地位を反映する。触覚学は、握手、手をつなぐこと、キス、平手打ちなどの接触行動を用いて情報がどのように伝達されるかを調べる。触覚に関連する意味には、配慮、関心、怒り、暴力が含まれる。例えば、握手は平等と公平性の象徴として見られることが多く、一方で握手を拒否することは攻撃性を示すことがある。キスは愛情や性的な親密さを示すためによく使用される別の形態である。
パラ言語は、発声学とも呼ばれ、情報を伝達する発話における非言語的要素を包含する。パラ言語は、話者がメッセージの言語部分では明示的に述べていない感情や情緒を表現するために頻繁に使用される。これは使用される単語ではなく、それらがどのように表現されるかに関係する。これには、発声、唇のコントロール、リズム、強度、ピッチ、流暢さ、音量などの要素が含まれる。例えば、何かを大きな声で高いピッチで言うことは、同じ言葉をささやくことよりも非言語レベルで異なる意味を伝える。パラ言語は主に話し言葉に関係するが、色やフォントの使用、段落や表における空間配置など、書き言葉の側面も含む。非言語的な音も情報を伝えることがある。泣くことは乳児が苦痛を感じていることを示し、喃語は乳児の健康と福祉に関する情報を伝える。
時間学は、会議に時間通りに来ることと遅刻することによってどのようなメッセージが送られるかなど、時間の使用に関係する。コミュニケーターの身長、体重、髪、肌の色、性別、衣服、タトゥー、ピアスなどの身体的外見も情報を伝える。外見は第一印象にとって重要な要因だが、変更が難しいためコミュニケーションの手段としてはより限定的である。非言語コミュニケーションの一部の形態は、太鼓、煙、指揮棒、信号機、旗などの人工物を使用して行われる。
非言語コミュニケーションは、メディアのような視覚的手段、例えば絵画や素描を通しても行うことができる。これらは人物や物体の外見を表現し、また他の思考や感情も伝えることができる。場合によっては、この種の非言語コミュニケーションは言語的コミュニケーションと組み合わせて使用され、例えば図表や地図が追加の言語情報を含むためにラベルを使用する場合などがある。
伝統的に、ほとんどの研究は言語的コミュニケーションに焦点を当ててきた。しかし、1950年代に非言語コミュニケーションへの研究的関心が高まり、その影響力が強調されるようになると、このパラダイムは転換し始めた。例えば、他者の性質や行動に関する多くの判断は、非言語的手がかりに基づいている。さらに、ほぼすべてのコミュニケーション行為において、ある程度の非言語的要素が存在し、その一部は普遍的に理解されている。これらの考察から、レイ・バードウィステルのようなコミュニケーション理論家の一部は、アイデアや情報の大部分がこの方法で伝達されると主張している。また、人間のコミュニケーションは本質的に非言語的であり、言葉は非言語コミュニケーションがあってこそ意味を持つことができるという指摘もある。泣くことやおしゃべりなど、人間のコミュニケーションの最も初期の形態は非言語的である。栄養や感情に関する情報を含む基本的なコミュニケーションの一部は、母親と胎児の間で出生前からすでに行われている。非言語コミュニケーションは、コミュニケーション研究以外にも、言語学、記号学、人類学、社会心理学など、さまざまな分野で研究されている。

### 対人コミュニケーション

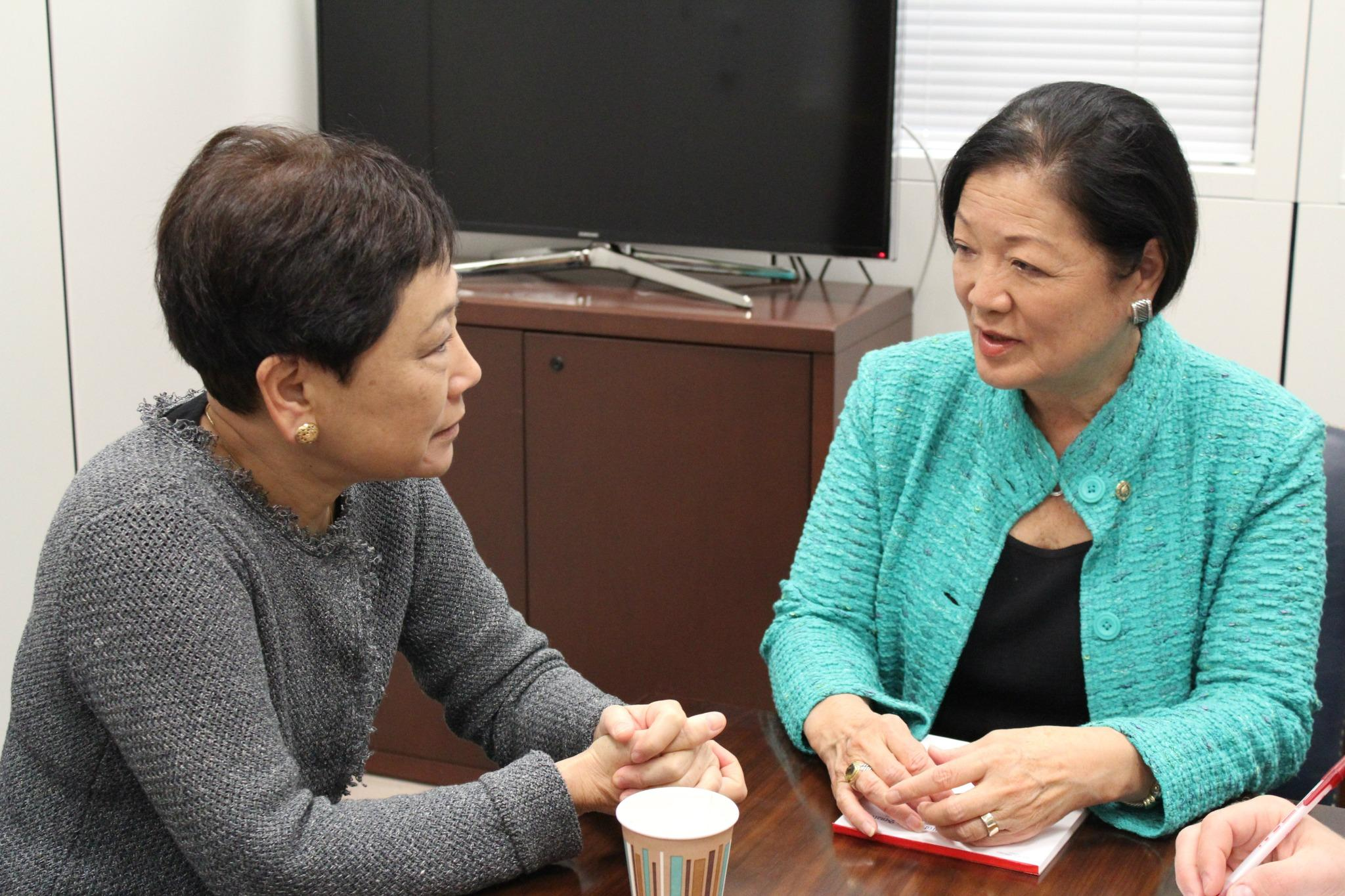
ホワイトハウスで会話するキャシー・マタヨシとメイジー・ヒロノ、対人コミュニケーションの例

対人コミュニケーションは、異なる人々の間のコミュニケーションである。その典型的な形態は二者間コミュニケーション、すなわち二人の間のコミュニケーションだが、グループ内のコミュニケーションを指すこともある。計画的な場合も非計画的な場合もあり、誰かに挨拶するとき、給与交渉の際、電話をかけるときなど、多くの形態で発生する。バージニア・M・マクダーモットのような一部のコミュニケーション理論家は、対人コミュニケーションを程度の差があるファジー概念として理解している。この見方では、やり取りがどの程度対人的であるかは、いくつかの要因に基づいて変化する。それは、何人の人が存在するか、また対面で行われるのか、電話やメールを通じて行われるのかによって異なる。さらなる要因として、コミュニケーターの間の関係性がある。グループコミュニケーションとマスコミュニケーションは、対人コミュニケーションのより非典型的な形態であり、一部の理論家はこれらを異なる種類として扱う。
対人コミュニケーションは、同期的または非同期的である。非同期的コミュニケーションでは、当事者がメッセージの送受信を交互に行う。これは手紙やメールをやり取りする際に発生する。同期的コミュニケーションでは、両当事者が同時にメッセージを送信する。これは、一方が話している間に、もう一方が言われていることに同意しているかどうかを示す非言語的メッセージを送信する際に発生する。サラ・トレンホルムやアーサー・ジェンセンなどの一部のコミュニケーション理論家は、内容メッセージと関係メッセージを区別する。内容メッセージは、話題に対する話者の感情を表現する。一方、関係メッセージは、他の参加者との関係に対する話者の感情を示す。
対人コミュニケーションの機能に関しては、さまざまな理論が提案されている。一部は、人々が自分たちの世界を理解し、社会を作り上げるのにどのように役立つかに焦点を当てている。他の理論は、他者が行動する理由を理解し、それに応じて自分の行動を調整することが主な目的であると主張する。密接に関連するアプローチとして、情報に焦点を当て、対人コミュニケーションを他者や外部の出来事に関する不確実性を減少させる試みとして捉える見方がある。他の説明は、それが満たすニーズの観点からこれを理解する。これには、どこかに属すること、含まれること、好かれること、関係を維持すること、他者の行動に影響を与えることなどのニーズが含まれる。実践的なレベルでは、対人コミュニケーションは物事を成し遂げるために自分の行動を他者の行動と調整するために使用される。対人コミュニケーションに関する研究には、人々がコミュニケーションを通じて関係を構築、維持、解消する方法などのトピックが含まれる。他の問題としては、人々がなぜある特定のメッセージを選択するのか、そしてこれらのメッセージがコミュニケーター間の関係にどのような影響を与えるのかがある。さらなるトピックとして、二人が互いに好意を持つかどうかを予測する方法がある。

### 個人内コミュニケーション

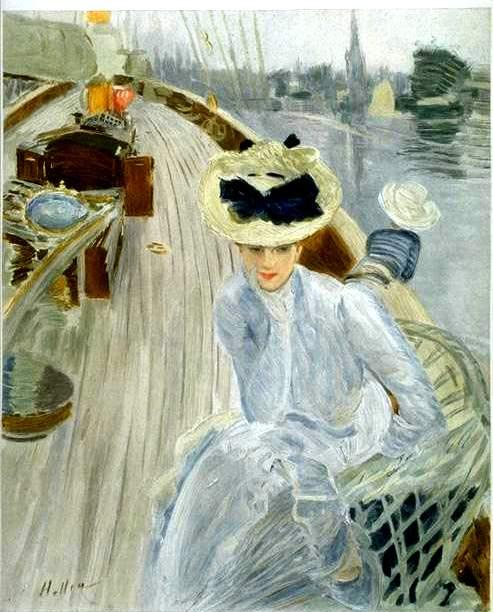
ポール・セザール・エリューの1901年の絵画『白昼夢』に描かれたアリス・ゲラン。白昼夢は個人内コミュニケーションの一形態である。

個人内コミュニケーションは、自分自身とのコミュニケーションである。場合によっては、モノローグに従事する、メモを取る、文章に下線を引く、日記や買い物リストを書くなど、外部に現れることもある。しかし、個人内コミュニケーションの多くの形態は、何かについて考えたり白昼夢を見たりするように、自分自身との内部的な交流として発生する。個人内コミュニケーションと密接に関連しているのは、器官や細胞間の情報交換など、個人レベル以下の生体内で行われるコミュニケーションである。
個人内コミュニケーションは、内部および外部の刺激によって引き起こされる。外部に表現する前にフレーズを明確に言葉にする形で発生することがある。他の形態としては、将来の計画を立てることや、ストレスの多い状況で自分を落ち着かせるために感情を処理しようとすることがある。これは自身の精神活動と外部行動を調整し、文化的規範や思考方法を内面化するのに役立つ。個人内コミュニケーションの外部的形態は、記憶の助けとなる。これは、例えば買い物リストを作成する際に発生する。もう一つの用途は、複雑な数学の方程式を一行ずつ解くように、困難な問題を解きほぐすことである。新しい語彙を自分で繰り返すように、新しい知識もこの方法で内面化できる。これらの機能により、個人内コミュニケーションは「思考のための極めて強力で広範な道具」として理解できる。
自己制御における役割に基づき、一部の理論家は個人内コミュニケーションが対人コミュニケーションよりも基本的であると示唆している。幼い子どもは自分の行動を導こうとして、遊んでいる間に自己中心的言語を使用することがある。この見方では、対人コミュニケーションは、子どもが初期の自己中心的な視点からより社会的な視点に移行する際に、後から発達するとされる。異なる説明では、対人コミュニケーションがより基本的であるとされる。なぜなら、それは最初に親が子どもの行動を調整するために使用するからである。子どもがこれを学習すると、同じ技術を自分自身に適用して、自分の行動をより制御できるようになる。

### チャネル
コミュニケーションが成功するためには、メッセージが送信者から受信者に伝達される必要がある。「チャネル」はこれを達成する方法である。これはメッセージの意味ではなく、意味がどのように伝えられるかという技術的手段のみに関係する。チャネルは、しばしばメッセージを知覚するために使用される感覚、すなわち聴覚、視覚、嗅覚、触覚、味覚の観点から理解される。しかし、最も広い意味では、チャネルには書籍、ケーブル、電波、電話、テレビなどの技術的手段を含むあらゆる形態の伝達が含まれる。自然に伝達されるメッセージは通常急速に消失するが、書籍や彫刻の場合のように、人工的なチャネルを使用する一部のメッセージははるかに長い寿命を持つ。
チャンネルの物理的特性は、情報を表現するために使用できるコードと手がかりに影響を与える。例えば、一般的な電話での会話は、音声言語とパラ言語の使用に制限され、表情は除外される。あるメッセージを別のチャネルで利用可能にするために、あるコードから別のコードに変換することが可能な場合が多い。例えば、話された内容を書き留めたり、手話で表現したりすることが挙げられる。
情報の伝達は複数のチャネルを同時に通じて行われることがある。例えば、対面コミュニケーションでは、言語情報を伝える聴覚チャネルと、身振りや表情を用いた非言語情報を伝える視覚チャネルを組み合わせることが多い。複数のチャネルを使用することで、受信者が主題をより良く理解できるよう支援し、コミュニケーションの効果を高めることができる。チャネルの選択は重要であることが多く、選択されたチャネルによって受信者の理解能力が異なる場合がある。例えば、教師は内容や学生の好む学習スタイルに応じて、ある情報を口頭で、別の情報を視覚的に提示することを決定することがある。これはメディア適切性アプローチの役割を強調するものである。

### コミュニケーション能力
コミュニケーション能力とは、効果的にコミュニケーションを行う能力、または特定の状況において適切なコミュニケーション行動を選択する能力である。これは何を言うか、いつ言うか、どのように言うかに関係する。さらに、メッセージを受け取り理解する能力も含まれる。能力は、運用と対比されることが多い。能力は行使されていなくても存在し得るが、運用はこの能力の実現から成り立つためである。しかし、一部の理論家はこのような明確な対比を否定し、運用は観察可能な部分であり、将来の運用に関連する能力を推測するために使用されると主張する。
コミュニケーション能力の2つの中心的要素は、有効性と適切性である。有効性とは、話者が望む結果を達成する度合い、または望ましい選択肢が実現される度合いを指す。これは、コミュニケーション行動が有効であるかどうかは、実際の結果だけでなく、話者の意図、つまりその結果が達成しようとしていたものであったかどうかにも依存することを意味する。このため、一部の理論家は、話者が特定の行動を選択した理由を説明できることも必要条件として加えている。有効性は効率と密接に関連するが、有効性が目標の達成に関するものであるのに対し、効率は（時間、労力、金銭などの）資源の少ない使用に関するものである点で異なる。
適切性とは、コミュニケーション行動が社会的な基準と期待に合致することを意味する。コミュニケーション理論家のブライアン・H・スピッツバーグは、これを「特定の文脈における行動や演技の知覚された正当性または受容可能性」と定義する。これは、話者が社会的・文化的文脈を認識し、その状況で受け入れられると考えられる方法でメッセージを適応させ表現することを意味する。例えば、教師に別れを告げる際、生徒は「さようなら、先生」という表現を使用することはあっても、同級生との会話で使用するような「じゃあな、おまえ」といった表現は使用しない。有効性と適切性を兼ね備えるということは、社会的基準と期待に従う方法で望ましい結果を達成することを意味する。コミュニケーション能力の定義には、有効性または適切性のいずれかに重点を置くものもあれば、両方の特徴を組み合わせるものもある。
コミュニケーション能力の追加的な要素として、共感、制御、柔軟性、感受性、知識などが提案されている。これは、プロセスで使用される個人のスキル、つまりコミュニケーション能力を構成する特定の行動要素の観点から議論されることが多い。メッセージ生成スキルには読む力と書く力が含まれる。これらは受容スキルである聞く力と読む力と相関関係にある。言語的および非言語的コミュニケーションスキルが存在する。例えば、言語的コミュニケーションスキルには、音韻論、正書法、統語論、語彙目録、意味論を含む言語の適切な理解が含まれる。
生存のための基本的必需品の確保から関係の構築と維持まで、人間生活の多くの側面が成功したコミュニケーションに依存している。コミュニケーション能力は、成功したキャリアや適切な配偶者を見つけるなど、社会生活における目標を達成できるかどうかの重要な要因である。このため、個人のウェルビーイングに大きな影響を与える可能性がある。コミュニケーション能力の欠如は、職業上、学術上、健康上の問題を含め、個人レベルと社会レベルの両方で問題を引き起こす可能性がある。
効果的なコミュニケーションへの障壁はメッセージを歪める可能性がある。これは、コミュニケーションの失敗を招き、望ましくない効果を引き起こす可能性がある。これは、受信者に馴染みのない用語を使用する場合、受信者のニーズに関連しない場合、または情報が少なすぎたり多すぎたりする場合など、メッセージが適切に表現されていない場合に発生する可能性がある。注意散漫、選択的知覚、フィードバックへの注意不足もその原因となる可能性がある。ノイズは別の否定的要因である。これは、受信者へのメッセージの経路で干渉し、それを歪める影響を指す。電話での通話中のノイズ音は、ノイズの一形態である。曖昧な表現も効果的なコミュニケーションを阻害し、送信者の意図を見分けるために可能な解釈間の語義の曖昧性解消が必要となる場合がある。これらの解釈は、参加者の文化的背景にも依存する。重要な文化的差異は追加的な障害となり、メッセージが誤って解釈される可能性を高める。

## 他の生物種

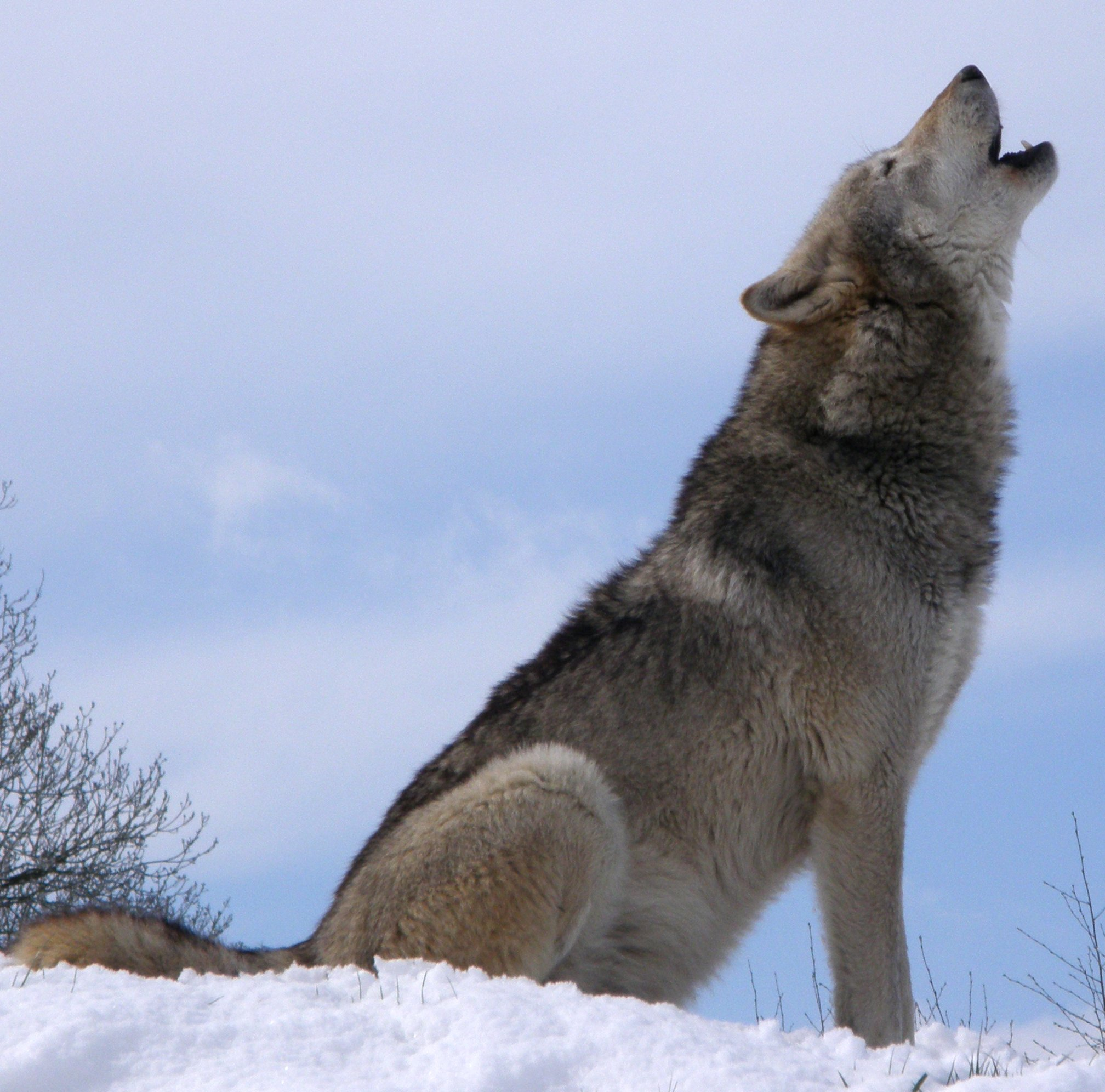
狼は遠吠えによってコミュニケーションを行う。

人間のコミュニケーションの他に、動物界や植物の間にも多くのコミュニケーション形態が存在する。これらは生物コミュニケーションや生命記号論などの分野で研究されている。この分野では、2つの個体間でコミュニケーションが行われたかどうかを判断する上で追加的な障壁が存在する。音響信号は科学者にとって気付きやすく分析しやすいが、触覚的または化学的な変化を他の生物学的プロセスではなくコミュニケーション信号として理解すべきかどうかを判断することは、より困難である。
このため、研究者は多くの場合、研究を容易にするためにコミュニケーションの定義を若干修正して使用する。この点に関する一般的な前提は進化生物学に由来し、コミュニケーションは自然選択説の観点からコミュニケーターに何らかの利益をもたらすべきであるとする。生物学者のルムセイス・ブラトリックスとベロニカ・メイヤーは、コミュニケーションを「個体間の情報交換であり、信号送信者と受信者の両方が交換から利益を得ることが期待できる」と定義する。この見方によれば、送信者は受信者の行動に影響を与えることで利益を得、受信者は信号に応答することで利益を得る。これらの利益は平均的には存在するべきだが、必ずしも個々のケースすべてにおいて存在する必要はない。このように、欺瞞的な信号もコミュニケーションの一形態として理解することができる。進化的アプローチの問題点の一つは、そのような行動が自然選択に与える影響を評価することが多くの場合困難であることである。もう一つの一般的な実用的制約は、コミュニケーションが発生したかどうかを判断する際に、信号に続く受信者の反応を観察する必要があるとすることである。

### 動物

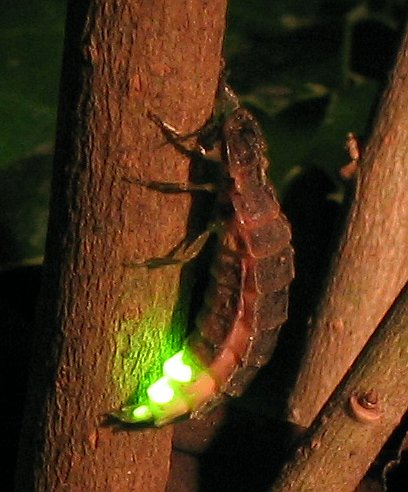
ヨーロッパホタルなど、多くのホタルの種は、配偶者を引き寄せるために光を使ってコミュニケーションを取る。

動物のコミュニケーションは、動物間での情報の授受のプロセスである。動物のコミュニケーションを研究する分野は動物記号論と呼ばれる。人間のコミュニケーションとの多くの類似点がある。一つは、人間と多くの動物が、動きや姿勢を同期させることで共感を表現することである。それにもかかわらず、人間は言語を使用する言語的コミュニケーションも行うのに対し、動物のコミュニケーションは非言語的（つまり非言語学的）コミュニケーションに限定されるという重要な違いもある。一部の理論家は、動物のコミュニケーションには指示機能が欠けており、外部の現象を指し示すことができないという主張に基づいて、人間と動物のコミュニケーションを区別しようと試みた。しかし、ベルベットモンキー、ガニソンプレーリードッグ、キタリスが異なる種類の捕食者に対して発する警告信号などの様々な観察結果が、この見方と矛盾するように思われる。さらなるアプローチは、言語の複雑性、特に意味の基本単位をより複雑な意味構造に組み合わせることができるほぼ無限の能力に基づいて区別を設けることである。一つの見方では、再帰が人間の言語を他のすべての非人間的コミュニケーションシステムと区別するとしている。もう一つの違いは、人間のコミュニケーションが情報を送る意識的な意図と頻繁に結びついているのに対し、動物のコミュニケーションではそれが多くの場合識別できないことである。これらの違いにもかかわらず、一部の理論家は人間の言語との類似性を持つ動物の行動における特定のコミュニケーションパターンを指して「動物言語」という用語を使用する。
動物のコミュニケーションは、視覚、聴覚、触覚、嗅覚、および味覚によるコミュニケーションなど、様々な形態を取ることができる。視覚的コミュニケーションは、動き、身振り、表情、色彩の形で行われる。例として、求愛儀式における動き、鳥類の色彩、ホタルの規則的な発光などが挙げられる。聴覚的コミュニケーションは、鳥類、霊長目、イヌなどの種による発声を通じて行われる。聴覚信号は、警戒や警告のために頻繁に使用される。下等生物は多くの場合、聴覚的メッセージに対して接近か回避のいずれかの単純な反応パターンを示す。より高等な動物では、異なる種類の捕食者に対して異なる信号を使用するなど、より複雑な反応パターンが観察される。例えば、一部の霊長類は、空からの捕食者と地上の捕食者に対して異なる信号を使用する。触覚的コミュニケーションは、接触、振動、撫でる、擦る、圧力を通じて行われる。これは特に親子関係、求愛、社会的挨拶、防衛において重要である。嗅覚的および味覚的コミュニケーションは、それぞれ匂いと味を通じて化学的に行われる。
種によって、コミュニケーションが果たす機能、その実現度、およびコミュニケーションに使用される行動には大きな違いがある。一般的な機能には、求愛と交配、親子関係、社会的関係、航行、自己防衛、縄張りなどの分野が含まれる。求愛と交配の一部は、潜在的な配偶者を識別し引き付けることである。これは様々な手段で行われる。イナゴやコオロギは歌を用いて音響的にコミュニケーションを取り、ガはフェロモンを放出して化学的手段に依存し、ホタルは光を点滅させて視覚的メッセージを送る。一部の種では、子孫の生存が親に依存している。親子間コミュニケーションの中心的な機能の一つは、お互いを認識することである。場合によっては、親が子孫の行動を導くこともできる。
社会性動物であるチンパンジー、ボノボ、オオカミ、イヌは、感情を表現し関係を築くために様々な形態のコミュニケーションを行う。コミュニケーションは、動物が餌を探し、敵を避け、他の動物を追跡するなど、目的を持って環境を移動する際の航行を助けることができる。コウモリでは、これは音声信号を送り、反響からの情報を処理する反響定位を通じて行われる。ハナバチは、花の場所を他のミツバチに示すために一種のミツバチのダンスを行うことで、この点でよく議論される事例である。自己防衛に関しては、コミュニケーションは他者に警告を発し、コストのかかる闘争を回避できるかどうかを評価するために使用される。コミュニケーションの別の機能は、餌と交配のために使用される領域を標識し主張することである。例えば、一部のオスの鳥は、歌を使用して生垣や草地の一部を主張し、他のオスを遠ざけメスを引き寄せる。
動物のコミュニケーションの研究における二つの競合する理論は、本性理論と育成理論である。この対立は、動物のコミュニケーションが適応の形として遺伝子にプログラムされているのか、それとも古典的条件づけの形として過去の経験から学習されるのかという程度に関するものである。学習される程度において、それは通常刷り込みを通じて行われる。これは特定の段階でのみ発生し、その後ほとんど不可逆的な学習の形態である。

### 植物、菌類、細菌
植物コミュニケーションとは、情報の送受信を含む植物のプロセスを指す。植物コミュニケーションを研究する分野は植物記号学と呼ばれる。この分野は研究者にとって追加的な困難をもたらす。というのも、植物は人間や他の動物とは異なり、中枢神経系を持たず、硬い細胞壁を持つためである。これらの壁は動きを制限し、通常、急速な動きに依存する信号の送受信を妨げる。しかし、植物は動物と多くの同じ課題に直面するという点で類似点がある。例えば、資源を見つけ、捕食者や病原体を避け、配偶者を見つけ、子孫の生存を確保する必要がある。これらの課題に対する多くの進化的応答は動物のものと類似しているが、異なる手段で実装される。一つの重要な違いは、動物における視覚的・聴覚的コミュニケーションの重要性と対照的に、植物界では化学的コミュニケーションがはるかに顕著である点である。

植物コミュニケーションの段階

植物において、「行動」という用語は、動物の場合のように物理的な動きとしてではなく、刺激に対する生化学的反応として定義される。この反応は植物の寿命と比較して短くなければならない。コミュニケーションは、送信者から受信者への情報伝達を含む特別な形態の行動である。これは防御反応や単なる感知といった他の種類の行動とは区別される。動物コミュニケーションの分野と同様に、植物コミュニケーションの研究者は、受信者に何らかの反応があること、そしてコミュニケーション行動が送信者と受信者の双方にとって有益であることを追加基準として要求することが多い。生物学者リチャード・カーバンは、植物コミュニケーションの3つの段階を区別している：送信者による手がかりの放出、受信者による手がかりの認識、受信者の反応である。植物コミュニケーションにおいて、手がかりの放出が意図的であるかどうかは関係ない。しかし、受信者が信号を無視することが可能でなければならない。この基準は、信号に対する反応と、激しい熱などの望ましくない変化に対する防御機制とを区別するために使用できる。
植物コミュニケーションは様々な形態で行われる。これには、植物内、すなわち植物細胞内および植物細胞間、同種または関連種の植物間、そして植物と非植物生物間、特に根圏におけるコミュニケーションが含まれる。顕著なコミュニケーション形態の一つは空気を介して行われ、揮発性有機化合物（VOCs）を通じて起こる。例えば、カエデの木は草食動物に攻撃されると、近隣の植物に警告するためにVOCsを放出し、それらの植物は防御を調整することで適切に反応する。植物間コミュニケーションの別の形態は、菌根菌を通じて行われる。これらの菌類は地下のネットワークを形成し、俗にウッド・ワイド・ウェブと呼ばれ、異なる植物の根を接続する。植物はこのネットワークを使用して互いにメッセージを送り、特に害虫の攻撃を他の植物に警告し、防御の準備を手助けする。
コミュニケーションは菌類や細菌でも観察される。一部の菌類種は外部環境にフェロモンを放出することでコミュニケーションを行う。例えば、いくつかの水生菌類種では性的相互作用を促進するために使用される。細菌間のコミュニケーションの一形態はクオラムセンシングと呼ばれる。これはホルモン様分子を放出することで行われ、他の細菌がそれを検出して反応する。このプロセスは、他の細菌の環境を監視し、例えば細菌の密度を感知して遺伝子発現を適切に調節するなど、個体群全体の反応を調整するために使用される。他の可能な反応には、生物発光の誘導やバイオフィルムの形成が含まれる。

### 種間
ほとんどのコミュニケーションは、種内コミュニケーションとして種内の個体間で行われる。これは、コミュニケーションの目的が通常何らかの形の協力だからである。協力は主に種内で行われ、異なる種は資源を巡って競争することで互いに対立することが多い。しかし、種間コミュニケーションの形態も存在する。これは特に共生関係において発生し、寄生関係や捕食者-被食者関係においてはかなり少ない。

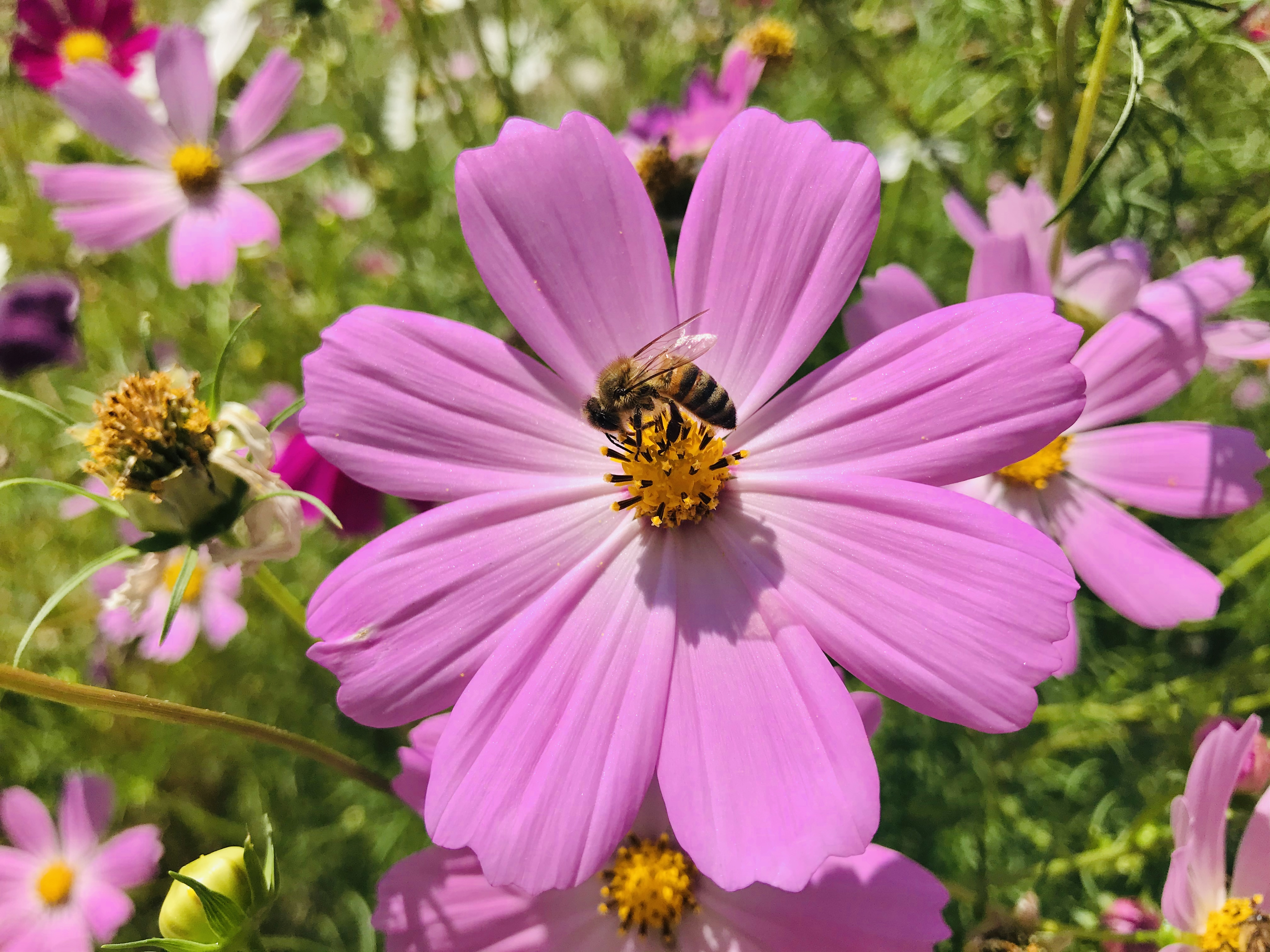
オオハルシャギクの上のミツバチ。多くの花は、蜜などの食料を提供することを昆虫に知らせるために鮮やかな色を使用する。

種間コミュニケーションは、外部の媒介者に依存して繁殖を行う植物にとって重要な役割を果たす。例えば、花は受粉のために昆虫を必要とし、その見返りとして蜜などの資源や他の報酬を提供する。花は、周囲から際立つように独特の色や対称的な形を使用して、自身の利点を示し訪問者を引き寄せるためにコミュニケーションを使用する。この形態の広告は、花が訪問者を巡って互いに競争するため必要である。多くの果実を付ける植物は、種子を分散させ好ましい場所に移動させるために植物-動物間コミュニケーションに依存している。これは動物に栄養価の高い果実を提供することで行われる。種子は果実と共に食べられ、後に別の場所で排出される。コミュニケーションは動物に果実の場所と熟しているかどうかを知らせる。多くの果実では、これは色を通じて行われる：果実は熟すまでは目立たない緑色をしており、熟すと環境との視覚的なコントラストを持つ新しい色を帯びる。種間コミュニケーションの別の例は、アリと植物の関係に見られる。これは例えば、アリによるアリ庭園のための種子の選択や、外来植生の剪定、そしてアリによる植物保護に関係する。
類人猿、クジラ、イルカ、ゾウ、イヌなど、一部の動物種も種間コミュニケーションを行う。例えば、異なる種のサルは共通の捕食者に脅かされた際に協力するために共通の信号を使用する。人間はペットや使役動物と交流する際に種間コミュニケーションを行う。例えば、音響信号はイヌとのコミュニケーションにおいて中心的な役割を果たす。イヌは「座れ」や「おいで」などの様々な命令に反応するように学習できる。彼らは「Xを持ってきて」や「Xを箱に入れて」といった短い統語的組み合わせにも反応するように訓練できる。また、感情、支配、不確実性を検出するために人間の声の音程と周波数に反応する。イヌは、攻撃性、恐れ、遊び心に関して、例えば、人間に感情を伝えるために一連の行動パターンを使用する。

## コンピュータ

コンピュータ通信の例：モデムは送信機と受信機として機能し、公衆電話網は伝送システムとして使用される。

コンピュータ通信は、コンピュータと類似のデバイス間のデータ交換に関するものである。これを可能にするために、デバイスはそれらの間にネットワークを形成する伝送システムを通じて接続されている必要がある。メッセージを送信するために送信機が必要であり、それらを受信するために受信機が必要である。パーソナルコンピュータは、伝送システムとしての公衆電話網を通じてサーバーに情報を送信するために、送信機としてモデムを使用することがある。サーバーはその受信機としてモデムを使用することがある。データを伝送するために、それは電気信号に変換される必要がある。伝送に使用される通信チャネルはアナログまたはデジタル信号のいずれかであり、帯域幅や遅延などの特徴によって特徴付けられる。
コンピュータネットワークには多くの形態が存在する。最も一般的に議論されるのはLANとWANである。LANはローカルエリアネットワークの略で、通常1キロメートル未満の限られた範囲内のコンピュータネットワークを指す。これは家庭や事務所ビル内で2台のコンピュータを接続する場合に該当する。LANは、イーサネットのような有線接続や、Wi-Fiのような無線接続で構築することが可能である。一方、WANは広域通信網を指し、インターネットのような広大な地理的領域を網羅する。これらのネットワークはより複雑で、エンドポイント間で情報を転送するために複数の中間接続ノードを使用することがある。その他のコンピュータネットワークの種類には、PAN（パーソナルエリアネットワーク）、CAN（キャンパスエリアネットワーク）、MAN（メトロポリタンエリアネットワーク）などがある。
コンピュータ通信を成功させるためには、関係する機器が通信を管理する共通の規則に従う必要がある。これらの規則は通信プロトコルとして知られる。これらは、メッセージの形式や送信エラーへの対応方法など、通信の様々な側面に関係する。また、受信機が信号の開始と終了をどのように識別するかなど、2つのシステムの同期方法についても扱う。情報の流れに基づき、システムは単信、半二重通信、全二重通信に分類される。単信システムでは、ラジオ、ケーブルテレビ、空港の到着・出発表示板のように、信号は送信者から受信者への一方向のみに流れる。半二重通信システムは双方向の通信を可能とするが、ウォーキートーキーや警察無線のように、一度に一方向にしか信号を流すことができない。全二重通信システムの場合、通常の電話やインターネットのように、信号は同時に両方向に流れることができる。いずれの場合も、送信されたデータが意図した宛先にのみ到達し、許可されていない第三者に傍受されないよう、接続が安全であることが重要となる。これは、送信される情報の形式を変更して潜在的な傍受者には理解できないようにする暗号理論を使用することで達成できる。
人とコンピュータの通信は密接に関連する分野であり、人間とコンピュータの相互作用や、入出力の形式でのデータ交換に関する話題を扱う。これはユーザインタフェースを通じて行われ、マウス (コンピュータ)、キーボード (コンピュータ)、ディスプレイ (コンピュータ)などのコンピュータとの対話に使用されるハードウェアや、そのプロセスで使用されるソフトウェアが含まれる。ソフトウェア面では、初期のユーザインターフェースの多くは、ユーザがコンピュータと対話するためにコマンドを入力しなければならないキャラクタユーザインタフェースであった。現代のユーザインターフェースの大部分は、Microsoft WindowsやMacOSのようなグラフィカルユーザインタフェースであり、通常は非専門家にとってはるかに使いやすいものとなっている。これらは、インターフェースオブジェクトの実世界の等価物を模倣することで、新しい概念を親しみやすくし、理解を早めるための設計概念であるスキューモーフィズムを用いて、ユーザがコンピュータと対話できるグラフィカル要素を含んでいる。典型的なコンピュータのフォルダアイコンやファイルを破棄するために使用されるごみ箱がその例である。ユーザインターフェース設計の目的の一つは、コンピュータとの対話を簡素化することである。これにより、より多くの利用者にとって使いやすく、アクセスしやすいものとなり、生産性も向上する。

## コミュニケーション研究
コミュニケーション研究は、コミュニケーション・サイエンスとも呼ばれ、コミュニケーションを研究する学問分野である。これは記号論と密接な関係にあるが、コミュニケーション研究がメッセージの送信、受信、処理方法などの技術的な問題により重点を置くのに対し、記号論は意味と記号がそれをどのように獲得するかに関するより抽象的な問題を扱う点が異なる。コミュニケーション研究は、生物学、人類学、心理学、社会学、言語学、メディア研究、報道など、多くの他の分野と重複する広い領域を網羅する。
コミュニケーション研究分野における多くの貢献は、コミュニケーションモデルとコミュニケーション理論の開発に焦点を当てている。コミュニケーションモデルは、コミュニケーションに関与する主要な要素を簡略化して概観することを目的としている。コミュニケーション理論は、コミュニケーションをその複雑さを含めて正確に表現するための概念的な枠組みを提供しようとするものである。一部の理論は、コミュニケーションを実践的な談話の技術として捉える一方で、他の理論は、記号、経験、情報処理、および調整された相互作用を通じた社会秩序の構築という目標の役割を探求する。コミュニケーション研究は、コミュニケーションの機能と効果にも関心を持つ。生理的・心理的ニーズを満たし、関係を構築し、環境や他者、自己に関する情報収集を支援する方法などの問題を扱う。さらなる研究課題として、コミュニケーションシステムが時間とともにどのように変化し、これらの変化が他の社会的変化とどのように相関するかという問題がある。関連する話題として、これらの変化の基礎となる心理学的原理と、それらが人々のアイデア交換に与える影響に焦点を当てるものもある。
コミュニケーションの研究は古代ギリシア語の時代にまで遡る。初期の影響力のある理論は、公共演説と修辞学の理解を重視したプラトンとアリストテレスによって作られた。例えばアリストテレスによると、コミュニケーションの目的は聴衆を説得することである。コミュニケーション研究の分野が独立した研究分野となったのは20世紀、特に1940年代以降である。電話、ラジオ、新聞、テレビ、インターネットなどの新しいコミュニケーション技術の発展は、コミュニケーションとコミュニケーション研究に大きな影響を与えてきた。
今日、コミュニケーション研究は幅広い分野である。この分野の研究の中には、最も広義のコミュニケーションの一般的な特徴づけを提供しようとするものもあれば、特定のコミュニケーション形態の精密な分析を行おうとするものもある。コミュニケーション研究には多くの下位分野が含まれる。対人コミュニケーション、個人内コミュニケーション、言語的コミュニケーション、非言語的コミュニケーションなどの広範なトピックに焦点を当てるものもあれば、特定の領域におけるコミュニケーションを調査するものもある。組織コミュニケーションは、コーポレーション、非営利団体、小規模企業などの組織のメンバー間のコミュニケーションを扱う。この点で重要なのは、異なるメンバーの行動の調整と、顧客や一般市民との相互作用である。密接に関連する用語には、ビジネスコミュニケーション、企業コミュニケーション、専門的コミュニケーションがある。マーケティング・コミュニケーションの主要な要素は広告であるが、パブリック・リレーションズのような組織の目的を対象者に向けて推進するための他のコミュニケーション活動も含まれる。政治的コミュニケーションは、有権者に影響を与えるための政治的キャンペーンや、議会への書簡や委員会文書などの立法的コミュニケーションといったトピックを扱う。プロパガンダとマスメディアの役割に特に重点が置かれることが多い。
異文化コミュニケーションは、組織的コミュニケーションと政治的コミュニケーションの両方に関連している。それは、これらが異なる文化的背景を持つコミュニケーター間でメッセージを交換しようとする試みを含むことが多いためである。文化的背景は、メッセージがどのように形成され解釈されるかに影響を与え、誤解の原因となることがある。また、これは開発コミュニケーションにも関連しており、これは第一世界から第三世界への援助のような、開発を支援するためのコミュニケーションの使用に関するものである。ヘルスコミュニケーションは、医療分野におけるコミュニケーションと健康増進の取り組みに関するものである。そのトピックの1つは、医師や看護師などの医療提供者が患者とどのようにコミュニケーションを取るべきかということである。

## 歴史
コミュニケーションの歴史研究は、コミュニケーションプロセスがどのように進化し、社会、文化、技術と相互作用してきたかを研究する。人類のコミュニケーションには長い歴史があり、人々のコミュニケーション方法は時間とともに大きく変化してきた。これらの変化の多くは新しいコミュニケーション技術の発展によって引き起こされ、人々のアイデア交換方法に様々な影響を与えた。新しいコミュニケーション技術は通常、それらを効果的に使用するために人々が学ぶ必要のある新しいスキルを要求する。
学術文献において、コミュニケーションの歴史は通常、その時代における支配的なコミュニケーション形態に基づいて時代区分される。時代の数と正確な時代区分については議論がある。通常、口語、文字、印刷、および電子的マスコミュニケーションとインターネットの時代が含まれる。コミュニケーション理論家のマーシャル・ポーによると、各時代の支配的メディアはいくつかの要因に関連して特徴付けられる。これらには、メディアが保存できる情報量、持続時間、伝達にかかる時間、およびメディアの使用コストが含まれる。ポーは、後続の時代には通常、これらの要因の1つ以上が改善される形で発展すると論じている。
科学的な推定によると、言語は約4万年前に発達したとされるが、さらに古いとする見方もある。この発達以前の人類のコミュニケーションは動物のコミュニケーションに似ており、うなり声、叫び声、身振り、表情の組み合わせによって行われていた。言語は初期の人類がより効率的に組織化し、先を見通して計画を立てることを可能にした。初期の社会では、話し言葉が主要なコミュニケーション形態であった。ほとんどの知識は、しばしば物語や格言の形で伝えられた。この形式は不完全な人間の記憶に依存するため、安定した知識を生み出さない。そのため、多くの詳細が語り手ごとに異なり、異なる語り手によって異なる形で伝えられる。人々が定住し農業社会を形成し始めるにつれて、社会は成長し、土地の所有権や商取引の安定した記録の必要性が高まった。これが文字の発明のきっかけとなり、口頭によるコミュニケーションのみを使用することから生じる多くの問題を解決することができた。文字は人間の記憶に依存しないため、知識の保存と世代間の伝達がはるかに効率的である。文字の発明以前に、すでに原初文字のある形態が発達していた。原初文字には、土器の装飾、物品を追跡するための紐の結び目、財産を示すための印章など、情報を保存するために使用される長期的な視覚的記号が含まれる。
初期の文字によるコミュニケーションの大部分は絵文字を通じて行われた。絵文字は実世界の物体を視覚的に模倣することで意味を伝える図形記号である。農作物のような物を表現する基本的な絵文字記号の使用は古代文化で一般的であり、紀元前9000年頃に始まった。絵文字を含む最初の複雑な文字体系は、紀元前3500年頃にシュメール人によって開発され、楔形文字と呼ばれる。絵文字は今日でも、禁煙マークやトイレのドアに表示される男女を示す記号などの形で使用されている。絵文字による文字体系の重要な欠点は、話題にしたいすべての物を指し示すために大量の記号が必要となることである。この問題は他の文字体系の発達によって解決された。例えば、アルファベットによる文字体系の記号は通常の物を表すのではなく、話し言葉で使用される音に関連している。初期の文字体系の他の種類には、表語文字と表意文字がある。楔形文字に使用された粘土板のような多くの初期の文字形態の欠点は、持ち運びが容易でなかったことである。これにより、情報を共有するために文書を一つの場所から別の場所へ運ぶことが困難であった。この状況は紀元前2500年頃のエジプト人によるパピルスの発明によって変化し、後に羊皮紙と紙の開発によってさらに改善された。
1400年代まで、ほぼすべての文字によるコミュニケーションは手書きであり、手書きによる文書の複写は高コストであったため、社会における文字メディアの普及は制限されていた。15世紀半ばのヨハネス・グーテンベルクによる大量印刷の導入と普及は、急速な変化をもたらした。大量印刷は文字メディアの流通を急速に増加させ、新聞やパンフレットなど、新しい形態の文書の普及にもつながった。副次的効果として、文書の入手可能性の向上が一般大衆の識字率を大幅に改善した。この発展は、科学、政治、宗教を含むさまざまな分野における革命の基礎となった。
19世紀と20世紀の科学的発見は、コミュニケーションの歴史においてさらに多くの発展をもたらした。これには電報や電話の発明が含まれ、文書を運搬する必要なく、ある場所から別の場所へ情報を伝達することがさらに容易かつ迅速になった。これらのコミュニケーション形態は当初、事前に設置する必要のあるケーブル接続に限定されていた。後の発展は無線信号を使用した無線伝送の方法を見出した。これにより広範な聴衆に到達することが可能となり、ラジオはすぐに大衆コミュニケーションの中心的な形態の一つとなった。写真分野におけるさまざまな革新により、フィルムへの画像の記録が可能となり、これが映画とテレビの発展につながった。無線通信の到達範囲は通信衛星の発展によってさらに拡大され、世界中の放送局にラジオとテレビの信号を放送することが可能となった。このように、情報は地球上のどこでもほぼ瞬時に共有できるようになった。インターネットの発展はコミュニケーションの歴史におけるさらなる画期的な出来事である。ウェブサイト、電子メール、ソーシャルメディア、ビデオ会議などの様々な手段を使用して、世界中のどこからでも情報にアクセスし、アイデアを交換し、協力することがこれまでになく容易になった。